# Baraka (bendición)
La baraka (en árabe: بركة‎, lit. 'bendición, carisma, gracia divina'), en el islam, es una especie de bendición, de continuidad de presencia espiritual y revelación que comienza con Dios y fluye a través de Él y a lo más cercano a Dios.
La baraka puede encontrarse dentro de objetos físicos, lugares y personas, como elegidos por Dios. Principalmente, está relacionada con una persona específica o para ciertas cosas en un lugar desde el que se puede transmitir a otras personas. Esta fuerza se inicia fluyendo directamente de Dios en la creación que es digna de baraka. Estas creaciones dotadas de baraka pueden transmitir el flujo de baraka a otras creaciones de Dios a través de proximidad física o a través de la adhesión a las prácticas espirituales del profeta islámico Mahoma. Dios es la única fuente de baraka y tiene el poder de conceder y denegar baraka.
Existen santuarios asociados a la tumba de alguien considerado santo que es poseedor de baraka.

## Misticismo islámico
La baraka es un concepto importante en el misticismo islámico, en particular el sufismo.  Impregna los textos, creencias, prácticas y espiritualidad sufíes. El sufismo hace hincapié en la importancia del conocimiento esotérico y la unión espiritual con Dios a través del corazón. La baraka simboliza esta conexión entre lo divino y lo mundano a través de la bendición directa e intencional de Dios de aquellos que son más un reflejo de él y sus enseñanzas.
La baraka no es un estado, es un flujo de bendiciones y gracia. Fluye de Dios hacia aquellos que están más cerca de Dios, como los santos y profetas. Se cree que los que han recibido baraka tienen la capacidad de realizar milagros (karamat), como leer el pensamiento, sanar a los enfermos, volar o resucitar a los muertos. Sin embargo, según Abd al-Karīm ibn Hawāzin Qushayri, destacado místico sufí, la utilización de estos milagros y la posesión real de estas habilidades no son indicativos del estatus de un santo, aunque, el desempeño de estos milagros por los profetas, es importante para establecer sus credenciales.